# Psoralèn
El psoralèn és un compost que de la família de la furanocumarina amb fórmula C11H₆O₃. Està estructuralment relacionada amb la cumarina per l'addició d'un anell de furan, i pot ser considerat com un derivat de la umbel·liferona. El psoralèn se sintetitza de manera natural en les llavors de Psoralea corylifolia, així com en les de Ficus carica, l'api, el julivert i Zanthoxylum. És abastament emprat, acompanyat de radiació UV en el tractament de la psoriasi, èczema, vitiligen, i limfoma de cèl·lules T cutani. Moltes furocumarines són extremadament tòxiques per a la fauna piscícola, i per això s'han fet servir en rierols d'Indonèsia para capturar peixos.

## Fonts vegetals

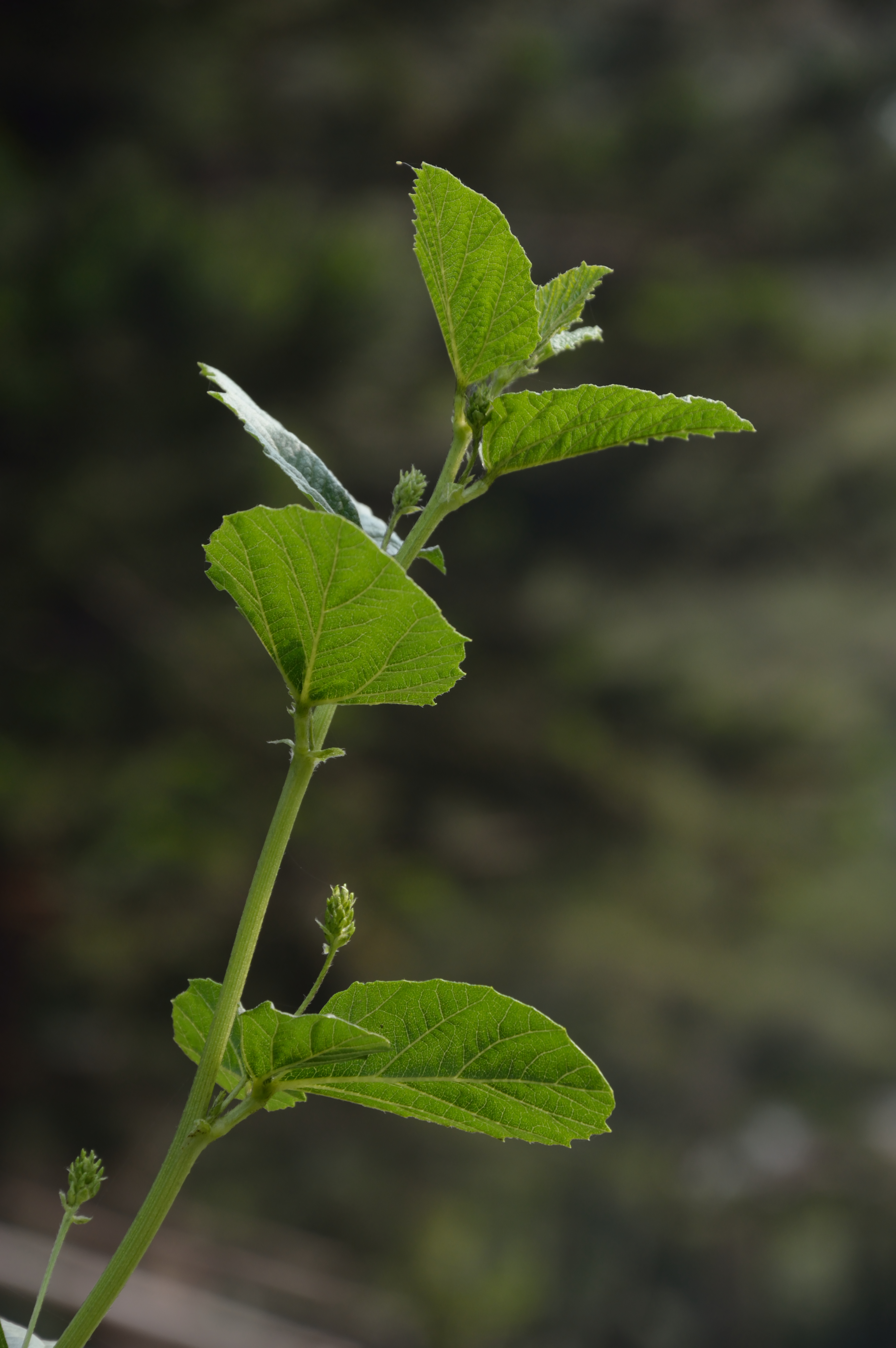
Psoralea corylifolia, planta del nom genèric de la qual derivà el nom del compost. Actualment llur nom científic és Cullen corylifolium

## Biosíntesi

Biosíntesi del psoralèn i la bergamotina